# Парламентские выборы в Болгарии (2013)
Парламентские выборы в Болгарии прошли 12 мая 2013 года На них были избраны 42-е Народное собрание Болгарии и 88-й Министерский совет. Первоначально выборы планировались на июль 2013 года. Однако в результате многочисленных демонстраций протеста против повышения цен на электроэнергию и теневой экономики 20 февраля премьер-министр Бойко Борисов подал в отставку и выборы были передвинуты на более ранний срок.

## Результаты
Результаты парламентских выборов в Болгарии 12 мая 2013 года.
| Коалиции/Партии                                        | Голоса    | %       | Места | +/- мест |
| ------------------------------------------------------ | --------- | ------- | ----- | -------- |
| ГЕРБ                                                   | 1 081 605 | 30,5 %  | 97    | ▼20      |
| БСП                                                    | 942 541   | 26,61 % | 84    | ▲44      |
| Движение за права и свободы                            | 400 466   | 11,31 % | 36    | ▼1       |
| Атака                                                  | 258 481   | 7,30 %  | 23    | ▲2       |
| Источник: ЦИК Болгарии. Архивировано 15 мая 2013 года. |           |         |       |          |

Остальные партии не прошли в парламент.
В результате переговоров и договорённостей в новом парламенте, правительство возглавил представитель БСП Пламен Орешарски.
- Распределение по избирательным районам
- Подано голосов
- Депутатские места